# Де Росси, Даниеле
Дание́ле Де Ро́сси (итал. Daniele De Rossi, итальянское произношение: [daˈnjɛːle de ˈrossi]; род. 24 июля 1983, Рим) — итальянский футбольный тренер, ранее выступавший как футболист, на позиции полузащитника, экс-главный тренер клуба «Рома», за который он выступал большую часть всей игровой карьеры. Бывший игрок национальной сборной Италии. Чемпион мира 2006 года, вице-чемпион чемпионата Европы 2012 года, победитель молодёжного чемпионата Европы 2004 года, бронзовый призёр летних Олимпийских игр 2004 года в Афинах, лучший молодой футболист Серии A 2006 года. Обладатель Кубка Италии 2007 и 2008 годов.

## Клубная карьера
Он начал карьеру в молодёжном римском клубе «Остиа», базирующемся в районе, где он родился. Затем он играл за молодёжную команду «Остиамаре», откуда перешёл в «Рому», куда его привёл отец игрока, Альберто, руководитель молодёжной команды «Ромы» и бывший игрок клуба «Прато».
В сезоне 2000/2001 Де Росси стал допускаться к тренировкам с первым составом «Ромы», а затем сыграл 3 игры за клуб в Кубке Италии. 30 октября 2001 года, в возрасте 18-ти лет, он вышел на поле в матче Лиги чемпионов с «Андерлехтом», заменив Ивана Томека; игра завершилась со счётом 1:1. В сезоне 2002—2003 Де Росси стал чаще играть в основном составе клуба. 25 января 2003 года он дебютировал в Серии А в матче с «Комо». 10 мая того же года Росси забил в матче чемпионата Италии с «Торино» первый мяч в составе «джалоросси».
В сезоне 2003/2004 Де Росси сыграл 17 матчей в чемпионате страны и 6 игр в Кубке УЕФА. Летом 2004 года Де Росси выиграл с молодёжной сборной Италии чемпионат Европы для футболистов до 21 года. В следующем сезоне Де Росси стал твёрдым игроком основы клуба, дебютировал в составе первой сборной Италии. 15 марта 2006 года в матче Кубка УЕФА с «Мидлсбро» Де Росси впервые надел капитанскую повязку «Ромы». 19 марта того же года Де Росси забил мяч рукой в ворота «Мессины», судья нарушения правил не увидел, но Де Росси, поступив по принципам «fair play», подошёл к арбитру и попросил гол не засчитывать.
В следующем году Де Росси стал игроком основы сборной Италии; 17 мая 2007 года, победил в Кубке Италии. 19 августа 2007 года Де Росси забил с пенальти мяч в ворота «Интера», ставший единственным в Суперкубке Италии, и принёс своей команде этот трофей. 9 апреля 2008 года в матче четвертьфинала Лиги чемпионов с английским клубом «Манчестер Юнайтед» при счёте 0:0 Де Росси не забил пенальти, пробив выше, а затем его клуб пропустил гол, проиграв 0:1. После игры Де Росси сказал: «Это худший эпизод моей карьеры». 24 мая 2008 года Де Росси выиграл свой второй Кубок Италии, в финале которого был обыгран «Интер».
30 июня 2008 года Де Росси продлил контракт с «Ромой» до 2012 года с ежегодной выплатой 7,2 млн евро. 13 сентября 2009 года в домашнем матче с «Сиеной», болельщики гостей стали петь песни «Где тесть, где тесть?», напоминая о Массимо Писноли, тесте Даниеле, убитого 11 августа 2008 года в Риме. Де Росси попытался подойти к трибуне, чтобы разобраться с болельщиками, но был остановлен партнёрами по команде. 11 апреля 2009 года Де Росси забил свой первый гол в дерби с «Лацио».
19 января 2010 года Де Росси получил приз лучшего итальянского игрока серии А сезона 2008/09.
6 февраля 2012 года футболист продлил контракт с «Ромой» до 30 июня 2017 года.
9 декабря 2012 года Даниеле сыграл 400-й матч за «Рому», в котором его команда победила «Фиорентину» со счётом 4:2.
31 мая 2017 года Де Росси продлил контракт с «Ромой» до 30 июня 2019 года. После объявления о завершении карьеры ветерана и легенды «Ромы» Франческо Тотти, Де Росси стал капитаном родного клуба (до этого он на протяжении почти 10 сезонов был одним из вице-капитанов команды).
4 апреля 2018 года в первом матче четвертьфинала Лиги чемпионов с испанским клубом «Барселона» при счёте 0:0 Де Росси отличился автоголом, а команда по окончании встречи проиграла со счётом 1:4. Однако уже 10 апреля в ответной встрече на своём поле, Де Росси отличился сперва голевым пасом, а в середине встречи забил пенальти. В итоге «Рома» одержала грандиозную победу со счётом 3:0 и по итогам двух встреч смогла впервые за 34 года выйти в полуфинал Лиги чемпионов.
14 мая 2019 года объявил об уходе из «Ромы» по окончании сезона, поскольку клуб отказался продлевать контракт с игроком. Свой последний матч 616-й матч за родную команду Де Росси сыграл 26 мая 2019 в домашнем матче с «Пармой», став вторым игроком в истории клуба проведший наибольшее количество матчей за «Рому» после Франческо Тотти.
18 июля 2019 года согласовал контракт с «Бока Хуниорс». 26 июля 2019 года подписал контракт с «Бокой» сроком на 1 год. Однако уже 6 января 2020 года на пресс-конференции в Буэнос-Айресе объявил о завершении карьеры игрока. Своё решение Де Росси объяснил в частности желанием быть ближе к семье и 14-летней старшей дочери Гае, которая осталась в Италии. Своё будущее он связывает с карьерой тренера.

## Международная карьера
Де Росси начал международную карьеру в молодёжной сборной Италии, с которой в 2004 году победил на чемпионате Европы, а затем выиграл бронзовые медали на Олимпиаде в Афинах.
4 сентября 2004 года Де Росси дебютировал в первой сборной Италии в матче с Норвегией, в котором Даниеле забил гол. 30 марта 2005 года в товарищеской игре итальянцев с Исландией, Де Росси впервые надел повязку капитана команды.
В 2006 году Де Росси поехал в составе сборной на чемпионат мира. Марчелло Липпи планировал, что Даниеле будет игроком основного состава. Однако 17 июня в матче с США Де Росси был удалён на 26-й минуте за удар Брайана Макбрайда локтем. После игры Де Росси извинился перед Макбрайдом в раздевалке, перед болельщиками в интервью и перед ФИФА в открытом письме. За этот удар Де Росси получил 4 матча дисквалификации. В результате Де Росси смог сыграть только в финале турнира, где он заменил Франческо Тотти по ходу игры и забил послематчевый пенальти.
В отборочных играх к чемпионату Европы 2008 Де Росси был игроком основного состава. В сборной он получил номер 10, переданный ему ушедшим из национальной команды Тотти. Де Росси провёл 1 матч за сборную с капитанской повязкой (игра с ЮАР 17 октября 2007 года). В первом матче чемпионата Европы Де Росси неожиданно не был включён главным тренером команды, Роберто Донадони, в основной состав. После поражения итальянцев 0:3 Де Росси провёл все оставшиеся матчи; забил гол в игре со сборной Франции, став лучшим игроком матча. В четвертьфинале с Испанией Де Росси не забил послематчевый пенальти, а итальянцы проиграли.
10 сентября 2008 года Де Росси впервые забил два мяча за сборную, поразив ворота Грузии. Эти голы он посвятил своему убитому тестю.
Летом 2010 года Де Росси получил капитанскую повязку в национальной команде.
По состоянию на 20 июня 2014 года, Де Росси занимает 7-е место среди футболистов, проведших больше всего матчей за сборную Италии.
13 ноября 2017 года, после ничьей в ответном стыковом матче со Швецией (0:0, 0:1 — в первой игре) и невыхода сборной на чемпионат мира в России, Де Росси, вслед за Джанлуиджи Буффоном, Джорджио Кьеллини и Андреа Барцальи объявил о завершении международной карьеры.
«Мое приключение в сборной, которое продолжалось более десяти лет, подошло к завершению. Странные ощущения, когда в последний раз снимаешь эту футболку. Главное, что у команды есть материал, и мы можем строить команду с прицелом на будущее».

## Тренерская карьера
18 марта 2021 года Де Росси вошёл в тренерский штаб Роберто Манчини в сборной Италии, заняв пост технического ассистента до конца Евро-2020, победу на котором в результате одержали именно итальянцы. 13 августа 2021 года Де Росси объявил об уходе из тренерского штаба сборной.
11 октября 2022 года Де Росси начал самостоятельную тренерскую деятельность, возглавив клуб Серии В СПАЛ, заключив с ним двухлетний контракт. На момент назначения Де Росси команда занимала 14-е место в турнирной таблице, одержав лишь две победы за 8 туров. Однако улучшить результаты команды начинающему тренеру не удалось и уже 14 февраля 2023 года он, не доработав до конца сезона, оставил пост.

### Рома
16 января 2024 года Де Росси был назначен новым главным тренером «Ромы», заключив контракт до конца сезона и сменив на посту Жозе Моуринью. На момент назначения Де Росси римляне занимали 9-е место в турнирной таблице. 20 января 2024 года Де Росси провёл первый матч в качестве наставника «джалоросси» против «Эллас Вероны», в котором подопечные Де Росси одержали победу над соперником (2:1). Команда завершила сезон 2023/2024 на 6-м месте, а в розыгрыше Лиги Европы УЕФА команда под руководством Де Росси смогла добраться до полуфинала, пройдя по сетке турнира такие клубы, как «Фейеноорд», «Брайтон» и «Милан» и уступив лишь «Байеру» (2:4 по сумме двух матчей).
18 сентября 2024 Де Росси был освобождён от обязанностей главного тренера клуба, проведя неудовлетворительное начало сезона, в котором команда заработала 3 очка в первых четырёх матчах, не одержав ни одной победы. По другим данным увольнение Де Росси из клуба было подстроено генеральным директором — Линой Сулуку. Самой Лине после ухода Де Росси стали поступать угрозы от фанатов, и владельцы клуба, Дэн и Райан Фридкины, также освободили её от занимаемой должности. Сам Де Росси же заявил что больше не вернётся в «Рому».

## Тренерская статистика
| Команда | Страна | Начало работы   | Завершение работы | Показатели | Показатели | Показатели | Показатели | Показатели | Показатели | Показатели | Показатели |
| Команда | Страна | Начало работы   | Завершение работы | М          | В          | Н          | П          | МЗ         | МП         | РМ         | % побед    |
| ------- | ------ | --------------- | ----------------- | ---------- | ---------- | ---------- | ---------- | ---------- | ---------- | ---------- | ---------- |
| СПАЛ    | Италия | 11 октября 2022 | 14 февраля 2023   | 17         | 3          | 6          | 8          | 18         | 18         | +0         | 017,65     |
| Рома    | Италия | 16 января 2024  | 18 сентября 2024  | 30         | 14         | 9          | 7          | 50         | 35         | +15        | 046,67     |
| Итого   | Итого  | Итого           | Итого             | 47         | 17         | 15         | 15         | 68         | 53         | +15        | 036,17     |

## Жизнь вне футбола
Даниеле — сын бывшего игрока «Ромы», Альберто Де Росси.

Де Росси дважды был женат. Первая жена — бывшая танцовщица Сара Банду, от которой у него дочь Гаиа, рождённая 16 июля 2005 года. После рождения дочери Де Росси стал выступать в «Роме» под номером 16. Вторая жена, также бывшая танцовщица — Тамара Писноли (брак зарегистрирован 16 мая 2006 года). С Тамарой Даниеле развёлся в феврале 2009 года.
29 декабря 2006 года Де Росси был выбран человеком года в Италии по опросу журнала Men's Health.
В 2007 году Де Росси снялся в рекламе банка Unicredit вместе с партнёрами по сборной Андреа Пирло и Марко Матерацци. В 2008 году был выбран Pringles для представления чемпионата Европы 2008.
16 марта 2016 года на похоронах 92-летнего экс-администратора сборной Италии Пьетро Ломбарди и близкого друга Де Росси ещё со времен победного чемпионата мира 2006 года для «Скуадра Адзурры», Даниэле положил в гроб Пьетро золотую медаль чемпиона мира, завоеванную десятью годами ранее, таким способом почтив память бывшего сотрудника национальной команды.

## Достижения
Командные
«Рома»
- Обладатель Кубка Италии (2): 2006/07, 2007/08
- Обладатель Суперкубка Италии: 2007

«Бока Хуниорс»
- Чемпион Аргентины: 2019/20

Сборная Италии
- Чемпион мира: 2006

Личные
- Лучший молодой футболист года в Италии: 2006
- Лучший итальянский футболист года: 2009
- Входит в состав символической сборной чемпионата Европы 2012 по версии УЕФА[32]
- Введён в Зал славы итальянского футбола: 2023[33]

Государственные награды
- Кавалер ордена «За заслуги перед Итальянской Республикой» (2004)
- Офицер ордена «За заслуги перед Итальянской Республикой» (2006)

## Дисквалификации
В октябре 2004 года Де Росси был дисквалифицирован УЕФА на три матча за то, что ударил ногой игрока «Байера» в игре Лиги чемпионов УЕФА.
В июне 2006 года Де Росси был дисквалифицирован ФИФА на четыре матча за преднамеренный удар Брайана Макбрайда локтем в поединке Италии против США в групповом этапе чемпионата мира.
18 марта 2011 года Де Росси был дисквалифицирован УЕФА на три матча за удар капитана донецкого «Шахтёра» Дарио Срны в матче 1/8 финала Лиги чемпионов УЕФА 8 марта 2011 года.

## Статистика
По состоянию на 26 мая 2019 года
| Клуб             | Сезон            | Лига | Лига | Кубок | Кубок | Суперкубок | Суперкубок | Еврокубки | Еврокубки | Итого | Итого |
| Клуб             | Сезон            | Игры | Голы | Игры  | Голы  | Игры       | Голы       | Игры      | Голы      | Игры  | Голы  |
| ---------------- | ---------------- | ---- | ---- | ----- | ----- | ---------- | ---------- | --------- | --------- | ----- | ----- |
| Рома             | 2001/02          | 0    | 0    | 3     | 0     | —          | —          | 1         | 0         | 4     | —     |
| Рома             | 2002/03          | 4    | 2    | 2     | 0     | —          | —          | 0         | 0         | 7     | 2     |
| Рома             | 2003/04          | 17   | 0    | 4     | 0     | —          | —          | 6         | 1         | 27    | 1     |
| Рома             | 2004/05          | 30   | 2    | 5     | 1     | —          | —          | 3         | 1         | 38    | 4     |
| Рома             | 2005/06          | 34   | 6    | 4     | 0     | —          | —          | 7         | 0         | 45    | 6     |
| Рома             | 2006/07          | 36   | 2    | 8     | 2     | 1          | 0          | 10        | 2         | 55    | 6     |
| Рома             | 2007/08          | 34   | 5    | 6     | 0     | 1          | 1          | 10        | 0         | 51    | 6     |
| Рома             | 2008/09          | 33   | 3    | 2     | 0     | 1          | 1          | 7         | 0         | 43    | 4     |
| Рома             | 2009/10          | 33   | 7    | 4     | 1     | —          | —          | 12        | 3         | 49    | 11    |
| Рома             | 2010/11          | 28   | 2    | 4     | 0     | 1          | 0          | 7         | 1         | 40    | 3     |
| Рома             | 2011/12          | 32   | 4    | 0     | 0     | —          | —          | 0         | 0         | 32    | 4     |
| Рома             | 2012/13          | 25   | 0    | 4     | 0     | —          | —          | —         | —         | 29    | 0     |
| Рома             | 2013/14          | 32   | 1    | 4     | 0     | —          | —          | —         | —         | 36    | 1     |
| Рома             | 2014/15          | 26   | 2    | 1     | 1     | —          | —          | 7         | 0         | 34    | 3     |
| Рома             | 2015/16          | 24   | 1    | 1     | 0     | —          | —          | 6         | 2         | 31    | 3     |
| Рома             | 2016/17          | 31   | 4    | 1     | 0     | —          | —          | 8         | 1         | 40    | 5     |
| Рома             | 2017/18          | 22   | 1    | 0     | 0     | —          | —          | 10        | 1         | 32    | 2     |
| Рома             | 2018/19          | 18   | 1    | 1     | 0     | —          | —          | 4         | 1         | 23    | 2     |
| Рома             | Итого            | 459  | 43   | 55    | 5     | 4          | 2          | 98        | 13        | 616   | 63    |
| Всего за карьеру | Всего за карьеру | 459  | 43   | 55    | 5     | 4          | 2          | 98        | 13        | 616   | 63    |